# VdB 90
vdB 90 è una nebulosa a riflessione visibile nella costellazione del Cane Maggiore.
Si individua sul bordo occidentale della Nebulosa Gabbiano, una regione H II in cui hanno luogo fenomeni di formazione stellare; la sua posizione è a circa 2° a ENE di θ Canis Majoris, una stella di colore arancione di quarta magnitudine. La stella responsabile dell'illuminazione dei gas della nube è HD 52942, una stella doppia composta da una stella bianco-azzurra di sequenza principale e da una stella subgigante, entrambe di classe spettrale B, che imprimono alle polveri circostanti un caratteristico colore azzurrognolo; le due stelle della coppia si eclissano a vicenda con un periodo di circa 1,27 giorni, facendo diminuire la magnitudine totale del sistema da 8,05 a 8,44 nell'eclisse principale. Essendo una variabile a eclisse, la stella possiede anche una sigla di stella variabile, FZ CMa. In realtà al sistema appartiene anche una terza stella, dal momento che le masse calcolate per le due stelle principali sarebbero troppo piccole per due stelle di classe B. La misurazione della parallasse, pari a 1,22 mas corrisponde a una distanza di circa 820 parsec (circa 2672 anni luce), nei pressi della Nebulosa Gabbiano, con cui è fisicamente legata, e con l'associazione OB Canis Major OB1, posta mediamente a una distanza appena superiore, di cui la stella HD 52942 sarebbe membro, sebbene essa si sia formata in un episondi di formazione stellare precedente rispetto a quello che ha dato origine all'associazione.